# 小行星4129
小行星4129（英語：4129 Richelen）是一颗围绕太阳公转的小行星。1988年2月22日，罗伯特·H·麦克诺特在赛丁泉山发现了此天体。
这颗小行星的绝对星等为70.96961880568011等。